# Bioparque de Convivencia Pachuca
El Bioparque de Convivencia Pachuca, es un parque y centro de recuperación dedicado al salvamento de especies animales en situación de riesgo y en graves condiciones de maltrato y abandono. Se encuentra ubicado en la ciudad de Pachuca de Soto, Hidalgo, México. En este se parque se encuentra la Unidad de Rescate, Reubicación y Rehabilitación de Fauna Silvestre, Exótica y Endémica de México (URRRFSM); primera institución de su tipo en México y la segunda en América Latina.

## Historia

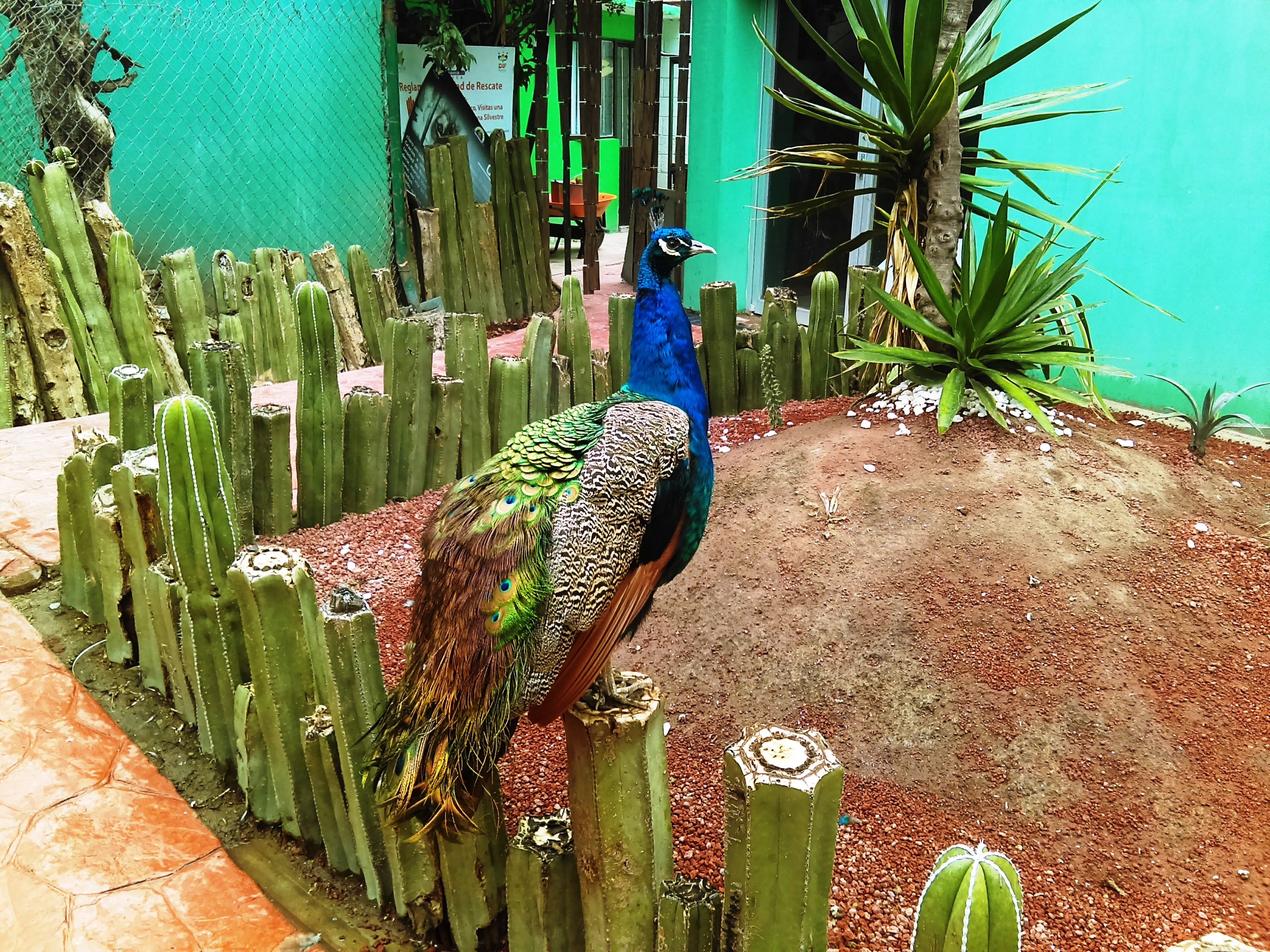
Aviario.

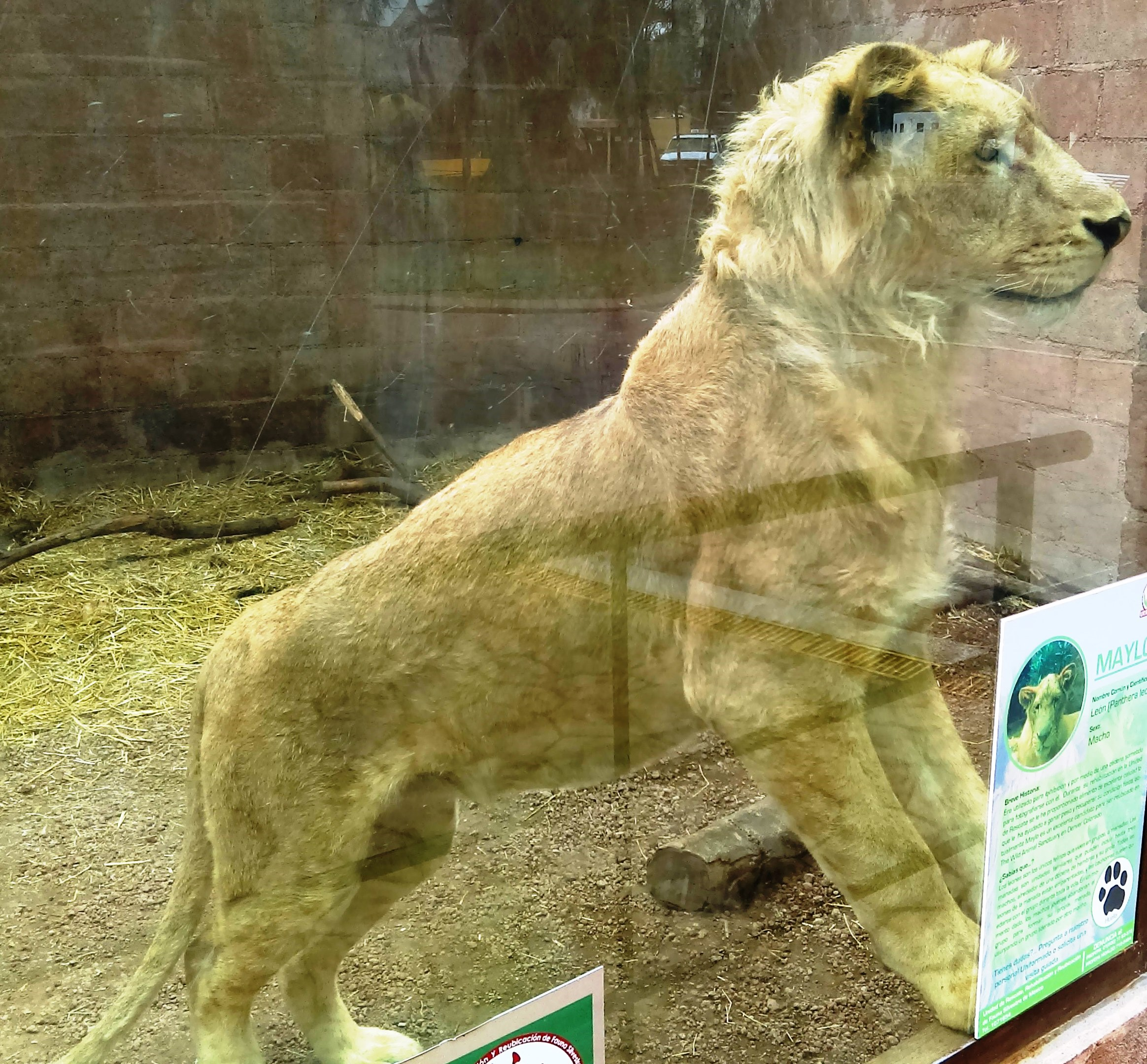
León en el bioparque.

En 1978 bajo la política de rescate de espacios públicos, se crea el Parque de Convivencia Infantil, en primera instancia siendo solo un área de juegos infantiles. Con el tiempo se convirtió en el Zoológico de Pachuca, y es en el año de 1998 cuando se registra bajo el régimen de Unidad de Manejo de Vida Silvestre (UMA) ante la Secretaría de Medio Ambiente y Recursos Naturales. En el año 2012 se decide implementar una política de bienestar animal; y en abril de 2012, comenzaron los trabajos de rehabilitación con la instalación de un área recreativa acuática, área de comida, teatro al aire libre y área de juegos.
El 25 de mayo de 2013 fue presentado un convenio, entre el Bioparque de Convivencia Pachuca y The Wild Animal Sanctuary; mediante el sería convertido en albergue de carácter transitorio, que sirva para la rehabilitación de animales silvestres decomisados, y posteriormente reubicados en santuarios. El 29 de abril de 2014 comienza operaciones la Unidad de Rescate, Reubicación y Rehabilitación de Fauna Silvestre, Exótica y Endémica de México (URRRFSM); la primera unidad en México de este tipo. Esto implicó la renuncia del Bioparque a su calidad de zoológico para convertirse en un espacio para la protección de la vida silvestre.
El primer caso atendido por la URRRFSM fue el caso de Invictus, un oso negro  (Ursus americanus) al que le extirparon la mandíbula, y que formaban parte de un espectáculo ambulante. El 17 de marzo de 2014, el animal fue rescatado por la Procuraduría Federal de Protección al Ambiente (PROFEPA). El 19 de julio de 2014, fue sometido a una exitosa operación quirúrgica, en la que se le colocaron dos barras de titanio para reconstruirle la mandíbula. El 14 de octubre de 2014, murió a causa de una afección cardiaca.
El 25 de septiembre de 2015, un mono araña escapó del espacio de convivencia. El 29 de agosto de 2016, el Alcalde de Pachuca, Eleazar García Sánchez, inauguró el Museo de Rescate Animal (MURA), y  el área del monario de la 
URRRFSEE. El área del monario cuenta con quirófano integrado para atender en tiempo y forma a los animales. Al ser inaugurado el proyecto del MURA, el propósito era convertirse en un espacio interactivo para los niños; no obstante, el área de juegos y exhibición de animales está disponible pero el museo esta deshabilitado.
En enero de 2018 la PROFEPA realizó, una visita de inspección para verificar las condiciones físicas y de salud de la fauna que se encuentra en el bioparque, esto después de una denuncia por faltas al trato digno y respetuoso. En un comunicado de prensa, la dependencia explicó que en términos generales, los ejemplares se observaron en buenas condiciones. El 4 de enero de 2019, un mono araña escapó del bioparque, el mismo día se encontraba bajo resguardo. Elementos de Seguridad Pública municipal como de Protección Civil intervinieron en la búsqueda, localización y resguardo.

## Áreas

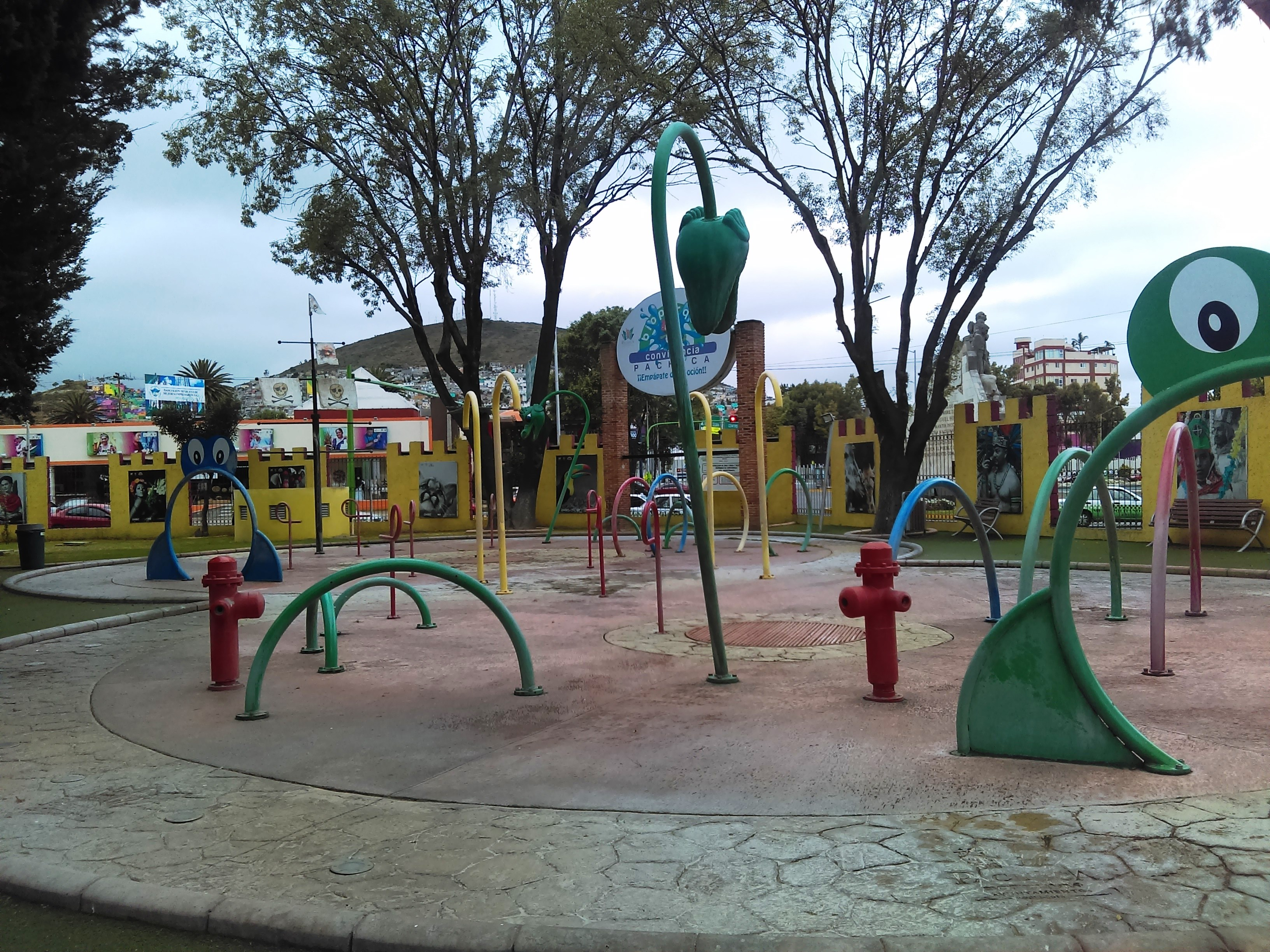
Área de juegos acuáticos.

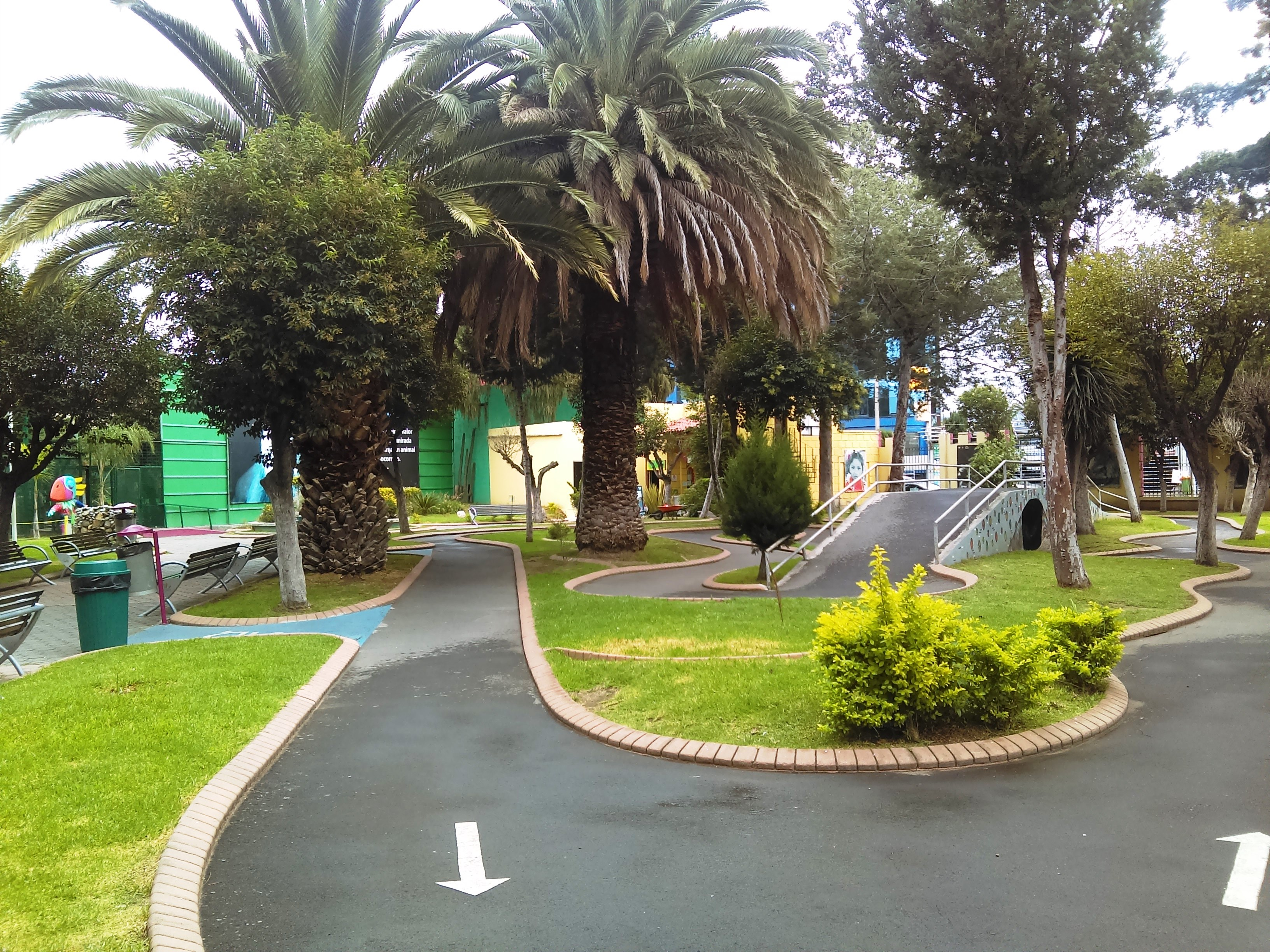
Ciclopista.

El Bioparque Convivencia Pachuca cuenta con aviario, es un área para observar aves; monario, área para ver primates; también se cuenta con áreas de observación de felinos, reptiles y mamíferos; área de juegos infantiles, área de juegos acuáticos, cafetería, y una ciclopista. También se ofrecen talleres y visitas guiadas. Las tres mascotas del parque son Mädi (amar), Mbon´i (animal) y Tzónigo (fiesta), quienes tomaron su nombre de idioma otomí.

## URRRFSM
La Unidad de Rescate y Rehabilitación de Fauna Silvestre, Exótica y Endémica de México (URRRFSM), tiene como objetivo promover el bienestar animal de los ejemplares de vida silvestre, exóticos y endémicos, rescatados de malos zoológicos, circos y casas particulares; para luego liberarlos en áreas naturales protegidas o en el santuario "The Wild Animal Sanctuary", ubicado en Colorado, Estados Unidos. Su misión es rehabilitar física y conductualmente a los ejemplares de fauna silvestre, que sean depositados temporalmente y promover su liberación o reubicación a espacios más adecuados, todo ellos priorizando la conservación de la fauna endémica de México.